# Стримлайн

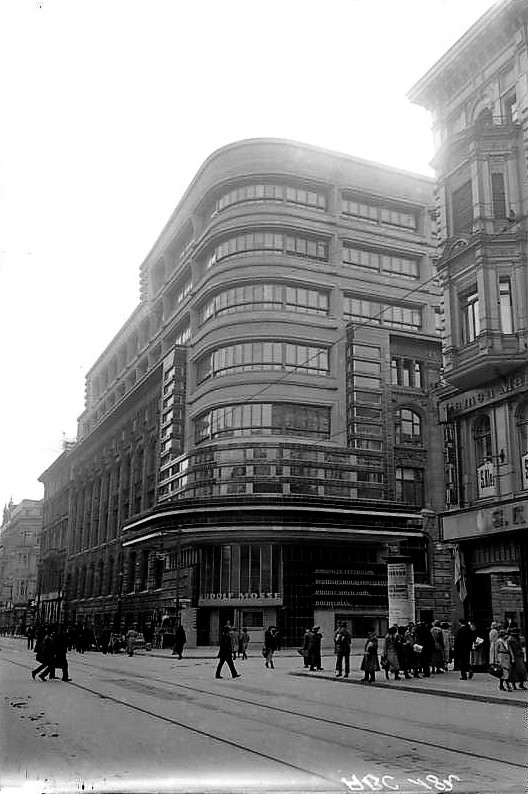
«Будинок Моссе» у Берліні (Еріх Мендельсон, 1923)

Стримлайн (англ. streamline — стиль «обтікання») або стримлайн модерн (англ. streamline moderne) — «заокруглений стиль», інтернаціональний архітектурний і дизайнерський стиль ар-деко, започаткований у 1920-х роках. Виник, певною мірою, під впливом аеродинамічного дизайну. «Заокруглений стиль» підкреслював вигнуті форми, довгі горизонтальні лінії, а іноді й морські елементи. У промисловому дизайні його застосовували в залізничних локомотивах, телефонах, тостерах, автобусах, техніці та в різних пристроях, щоб створити враження гладкості та сучасності.
У Франції цей стиль називали фр. style «paquebot», тобто «стилем океанських лайнерів». На нього вплинув дизайн розкішного океанічного лайнера «Нормандія», спущеного на воду у 1932 році.

## Впливи та походження
Циліндричні форми та довгі горизонтальні віконні елементи в архітектурі виникли під впливом архітектури Нової речевості, пов'язаної з німецьким Веркбундом, і конструктивізму. Один із найперших будинків із заокругленим наріжжям був «Будинок Моссе», офісна будівля, зведена у Берліні 1923 року за проєктом німецьких архітекторів Еріха Мендельсона й Ріхарда Нойтри.
У «заокругленому стилі» гострі кути і наріжжя були замінені простими, аеродинамічними кривими, а орнамент — гладким бетоном і склом.
Уперше в цьому стилі в архітектурну структуру було включено електричне світло. Так, їдальню першого класу на лайнері «Нормандія» освітлювали 12 стовпів з кришталю Рене Лаліка і 38 підсвічених колон. У фоє готелю «Strand Palace» (1930), збереженого від знесення музеєм Вікторії та Альберта у 1969 року, напевно, вперше застосували внутрішнє підсвічування архітектурного скла.
Під час Великої депресії 1930-х років американські промислові дизайнери відмовились від орнаменту ар-деко на користь аеродинамічної чистої лінії руху та швидкості.

## Архітектура
«Заокруглений стиль» має певні особливості, характерні для архітектури модернізму. У спорудах застосовують горизонтальну орієнтацію, закруглене наріжжя, використання скляних стін або вікон у вигляді ілюмінатора, плоскі дахи, хромоване обладнання та горизонтальні канавки або лінії на стінах у білих або приглушених пастельних тонах.

### Будівлі Еріха Мендельсона
Перші будівлі із заокругленим наріжжям з'явились у Німеччині, СРСР, зокрема й в Україні, Польщі. Це були переважно будинки, спорудженні за проєктами німецького архітектора Еріха Мендельсона або під його впливом.

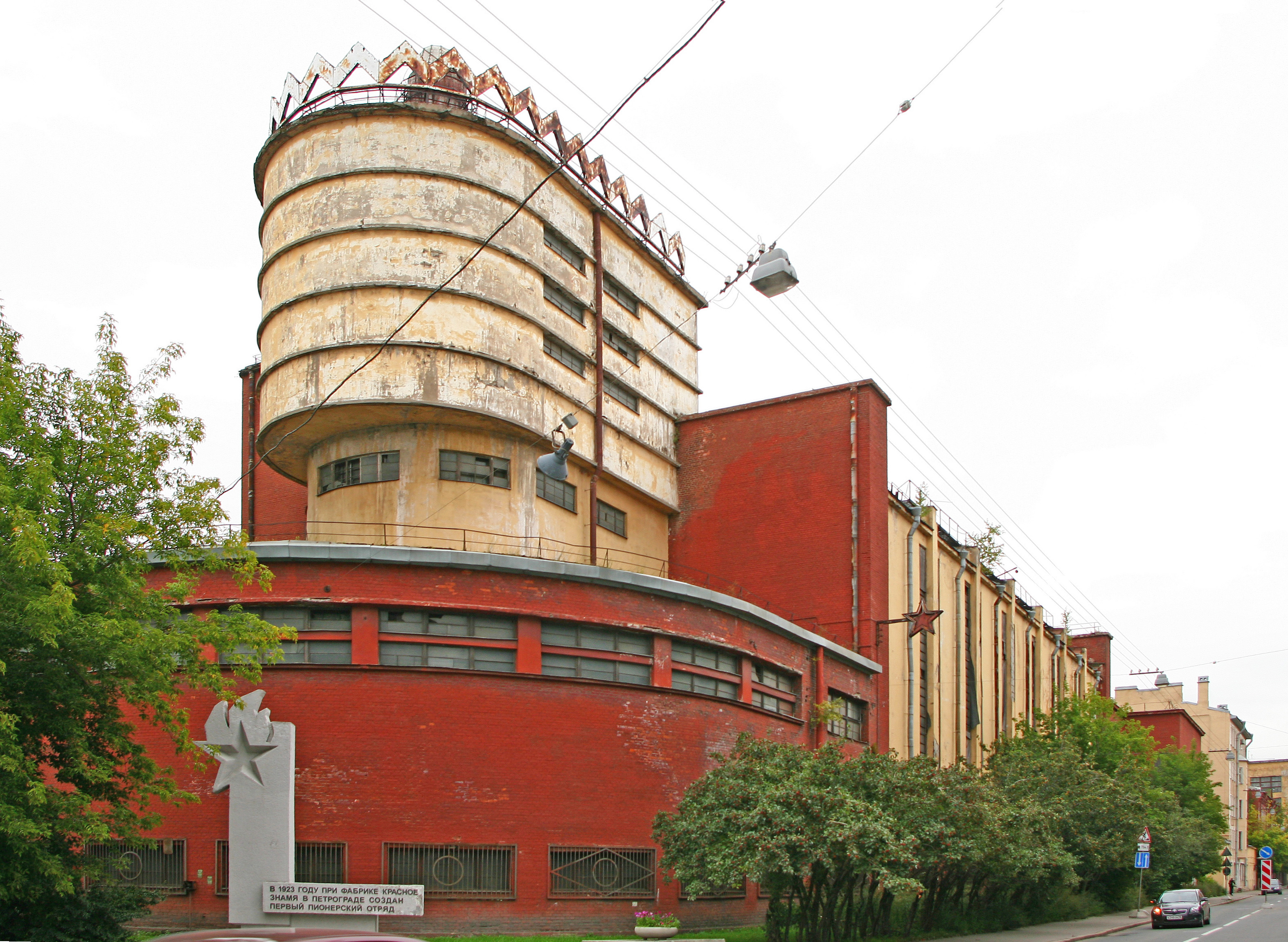
Силова станція трикотажної фабрики. Санкт-Петербург (Еріх Мендельсон, 1925—1926)
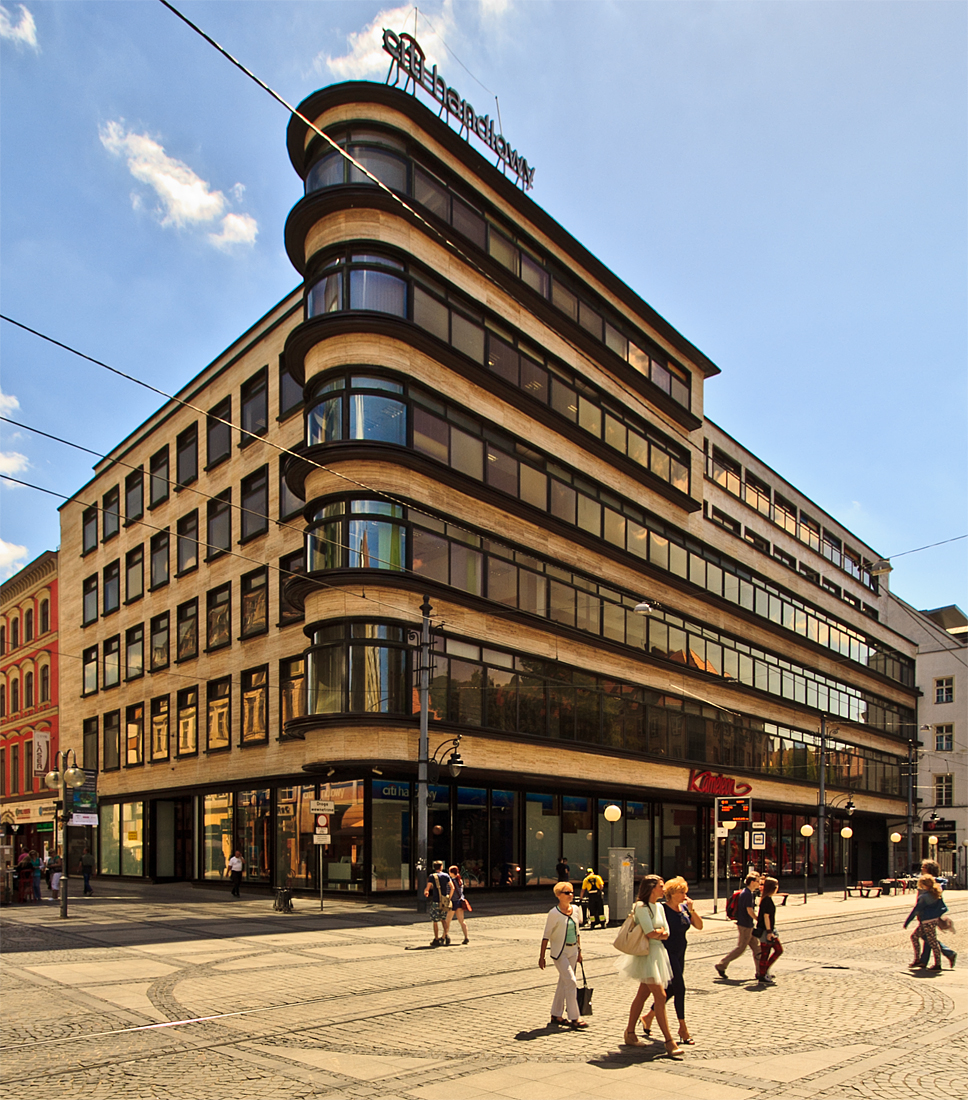
Універмаг у Вроцлаві[pl] (Еріх Мендельсон, 1927—1928)

### «Заокруглений стиль» в Україні
В Україні елементи стримлайну використовували у стилях конструктивізму і постконструктивізму. У Києві
упродовж 1928—1936 років зведено кілька будинків із заокругленими наріжжям і кутами: будинок лікаря, будинок ІТП, головний корпус Інституту клінічної фізіології, дитячий садок заводу «Арсенал» на Інститутській вулиці тощо.

Заокруглені будівлі в Україні
Головний корпус Інституту клінічної фізіології (1934)
«Будинок лікаря» (1928)
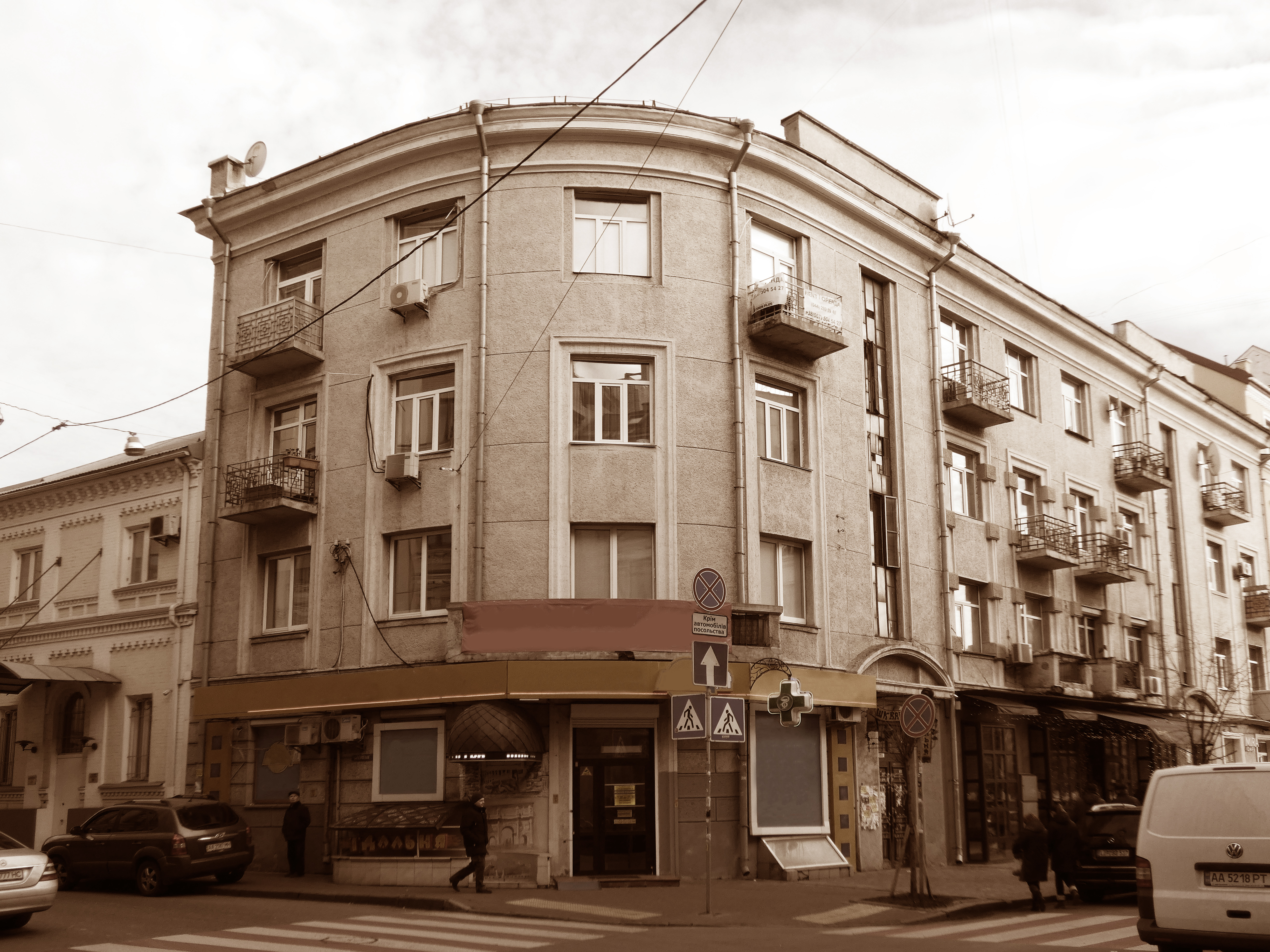
«Будинок комітету резервів» на Ярославому Валу, 20 (1934)

### «Заокруглений стиль» у США
У США стиль почали широко використовувати у 1930-х роках.
Прикладом стримлайну є лазня для аквапарку в Сан-Франциско, побудована 1936 року Управлінням громадських робіт за проєктом архітекторів Вільяма Музера-молодшого і Вільяма Музера ІІІ. Будівля акцентована горизонтальними лініями, закругленим торцем та вікнами, що нагадують ілюмінатори корабля. В інтер'єрі зберігається значна частина оригінального оздоблення та деталей, включаючи розписи художника й теоретика кольорів Гайлера Гілера. У сучасну добу будівлю займає адміністрація аквапарку.
Стримлайн можна спостерігати в архітектурі будівель, пов'язаних із транспортом і пересуванням, зокрема на автобусних і залізничних вокзалах, в аеропортах, придорожніх кафе і портах. Яскравим прикладом є автовокзал автобусної компанії «Greyhound Lines» у Колумбії, що в Південній Кароліні (1936—1939).

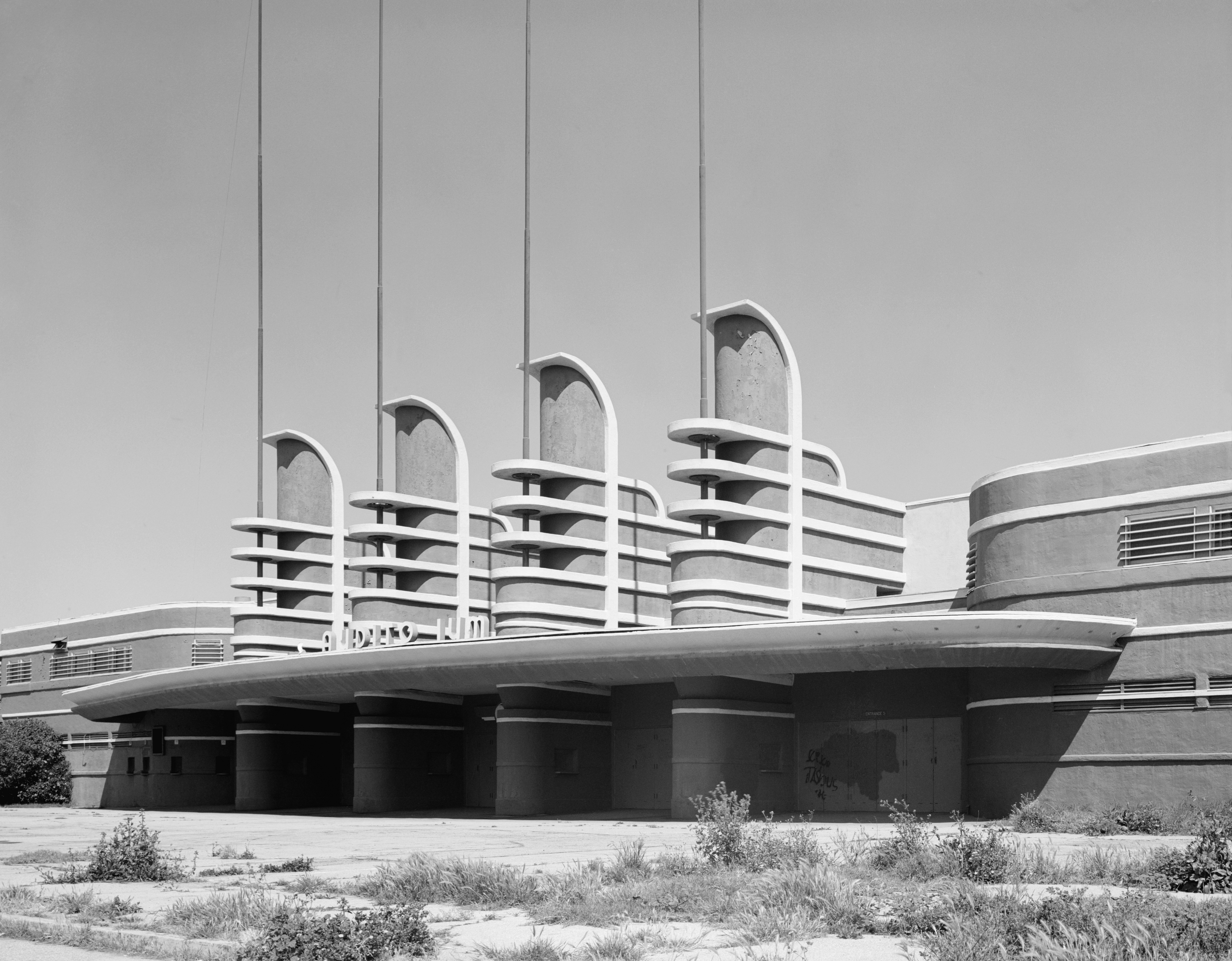
«Pan-Pacific Auditorium» у Лос-Анджелесі, Каліфорнія (1935)
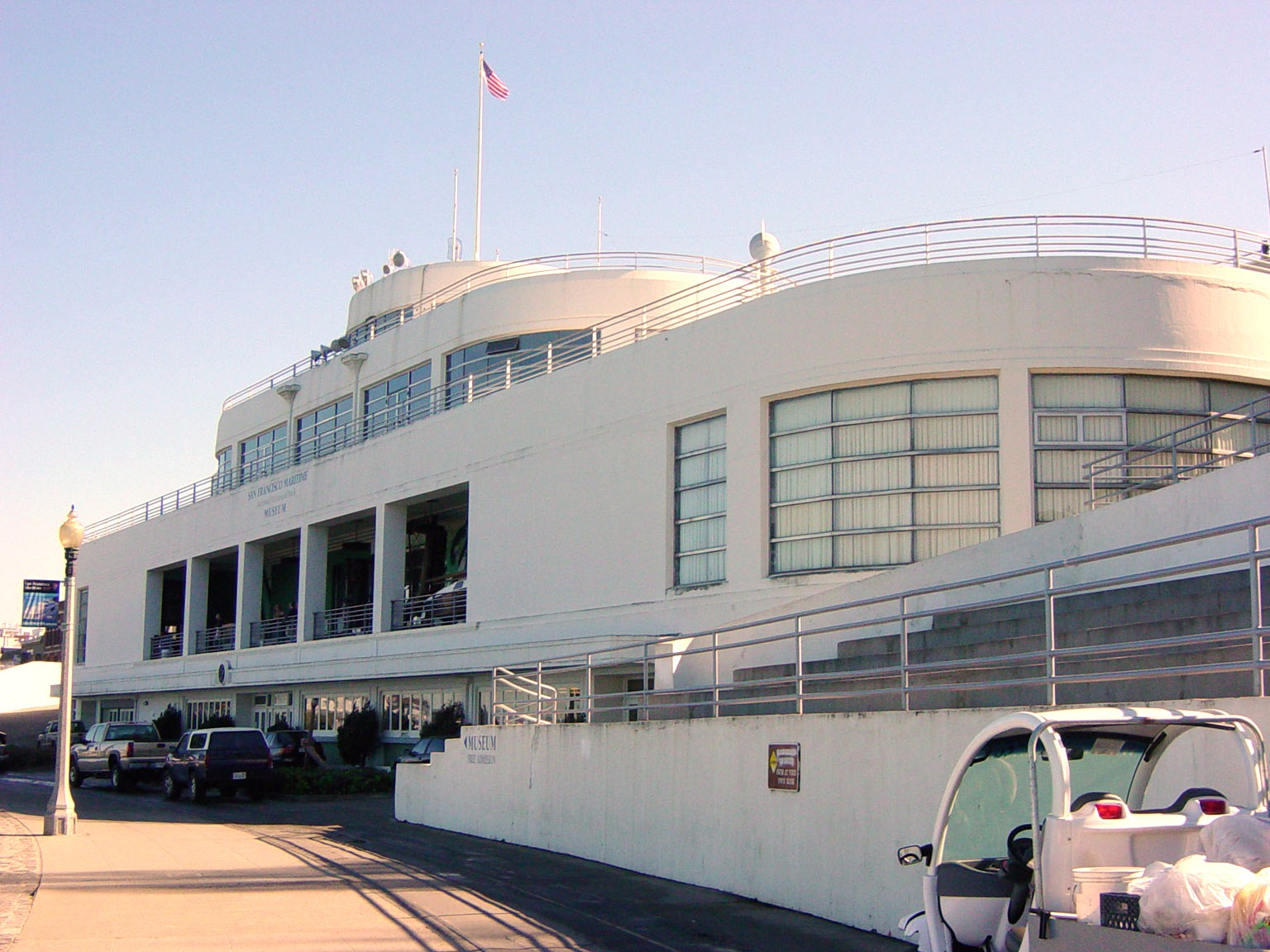
Лазня в аквапарку, Сан-Франциско (1936)
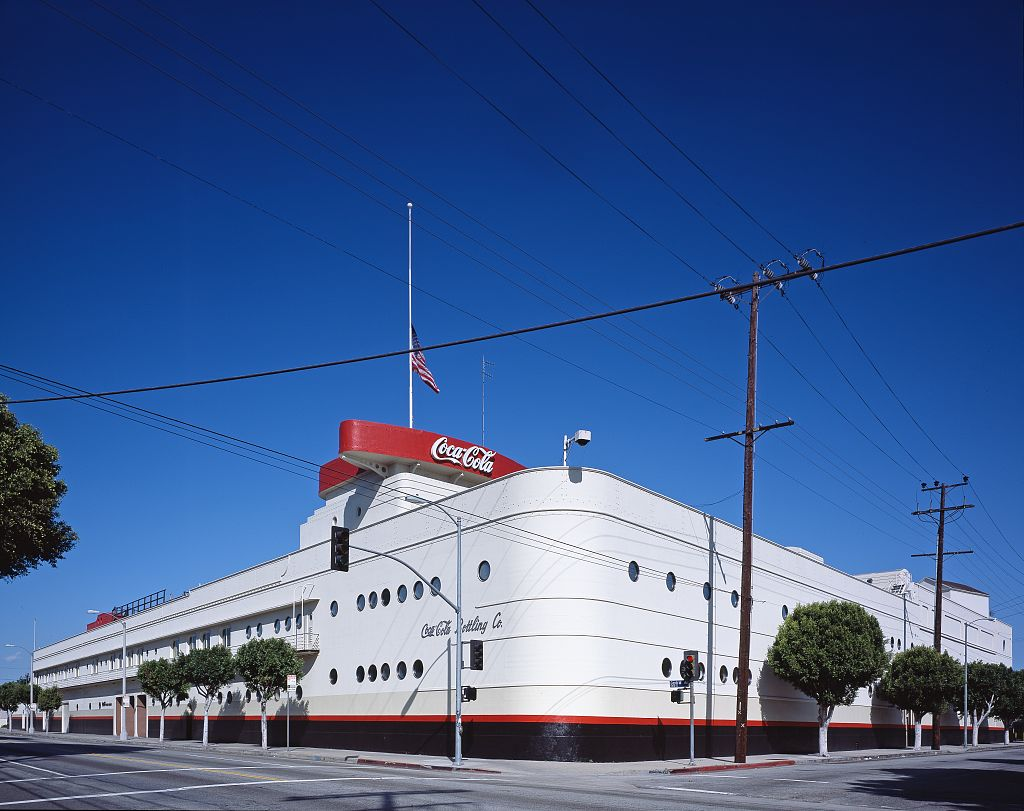
Фабрика Кока-Коли архітектора Роберта Дерра, Лос-Анджелес,  (1936)
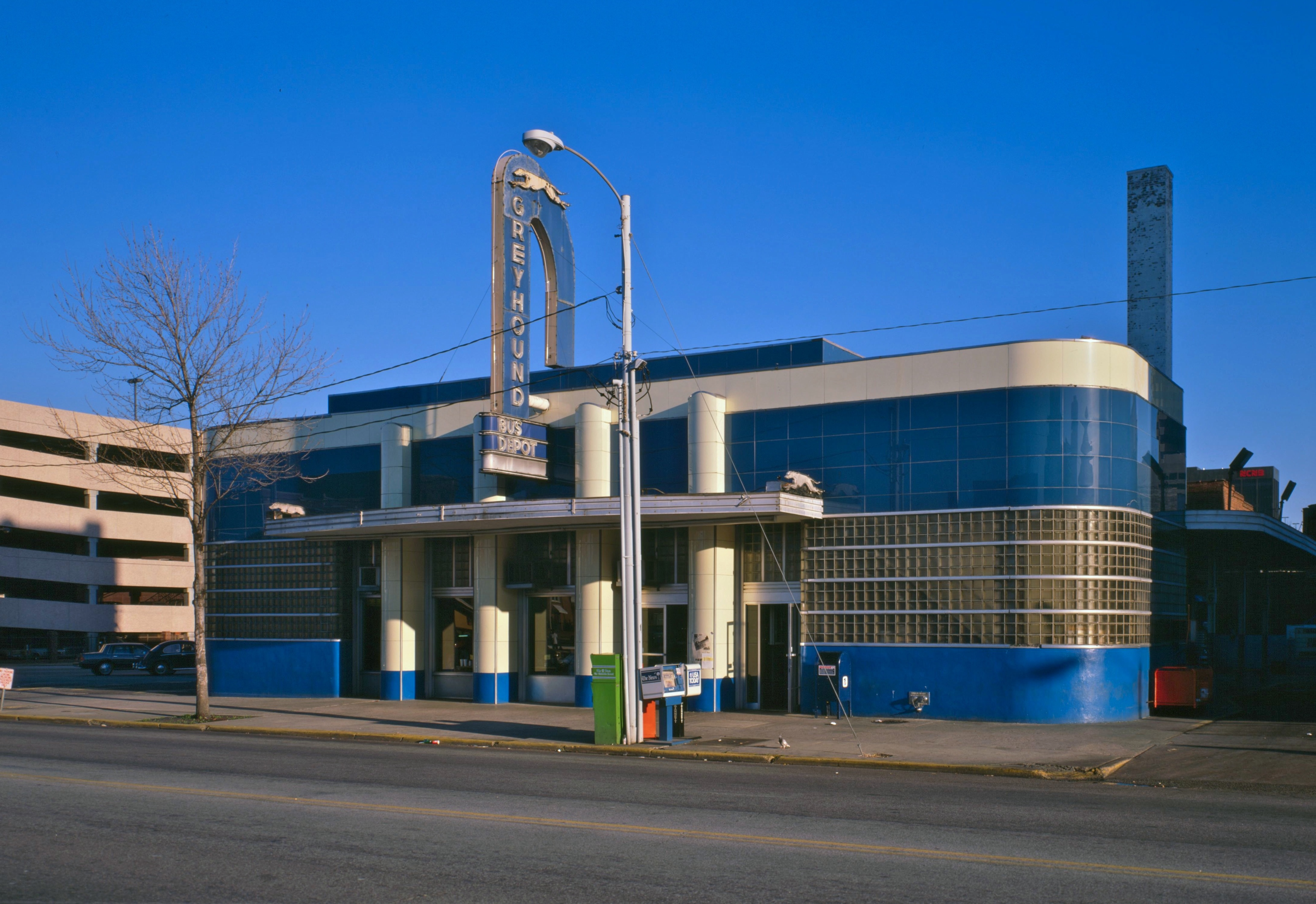
Автовокзал автобусної компанії «Greyhound Lines», Колумбія, Південна Кароліна (1936–1939)
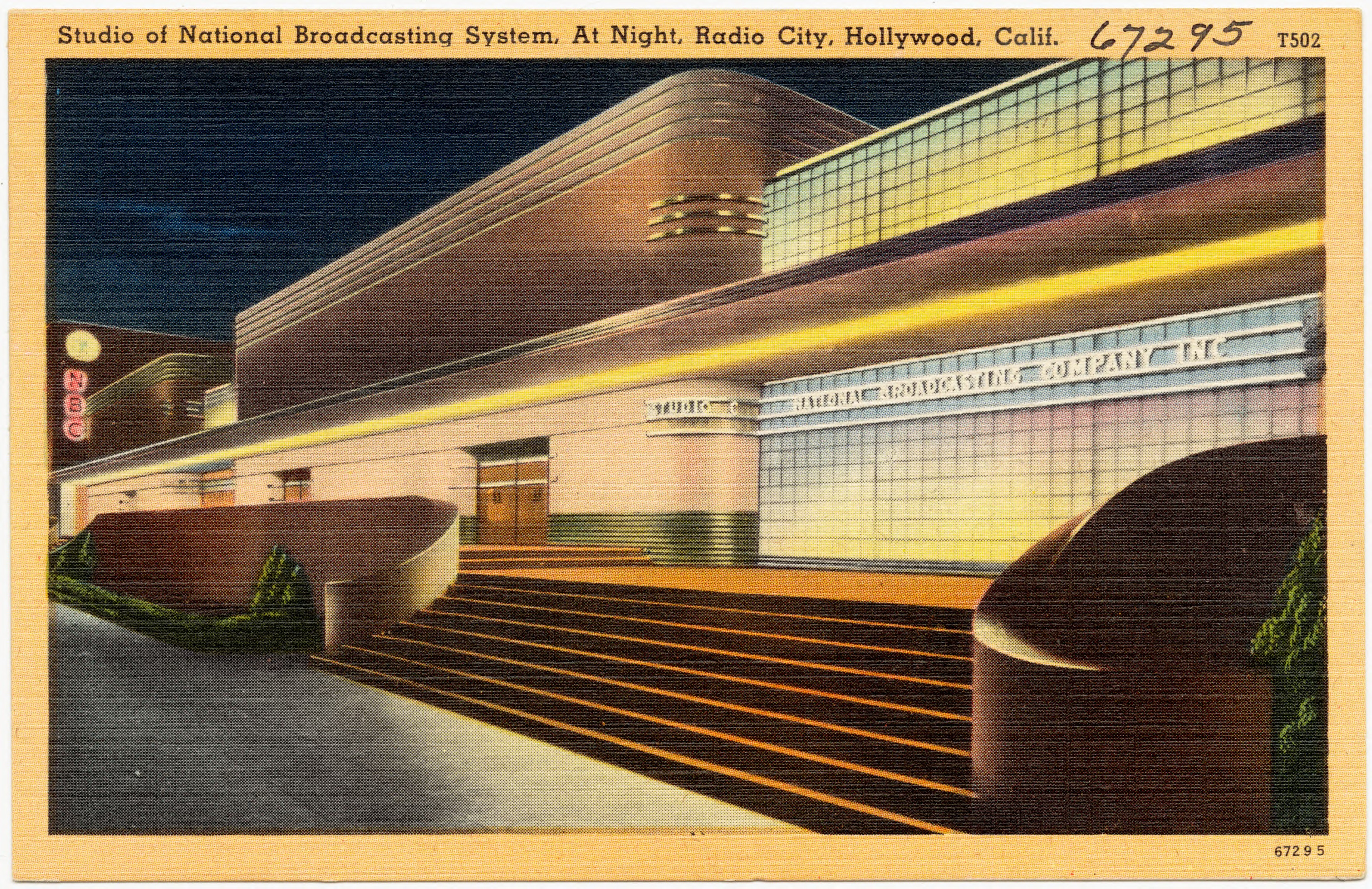
Голлівудська студія NBC, бульвар Сансет (1938)
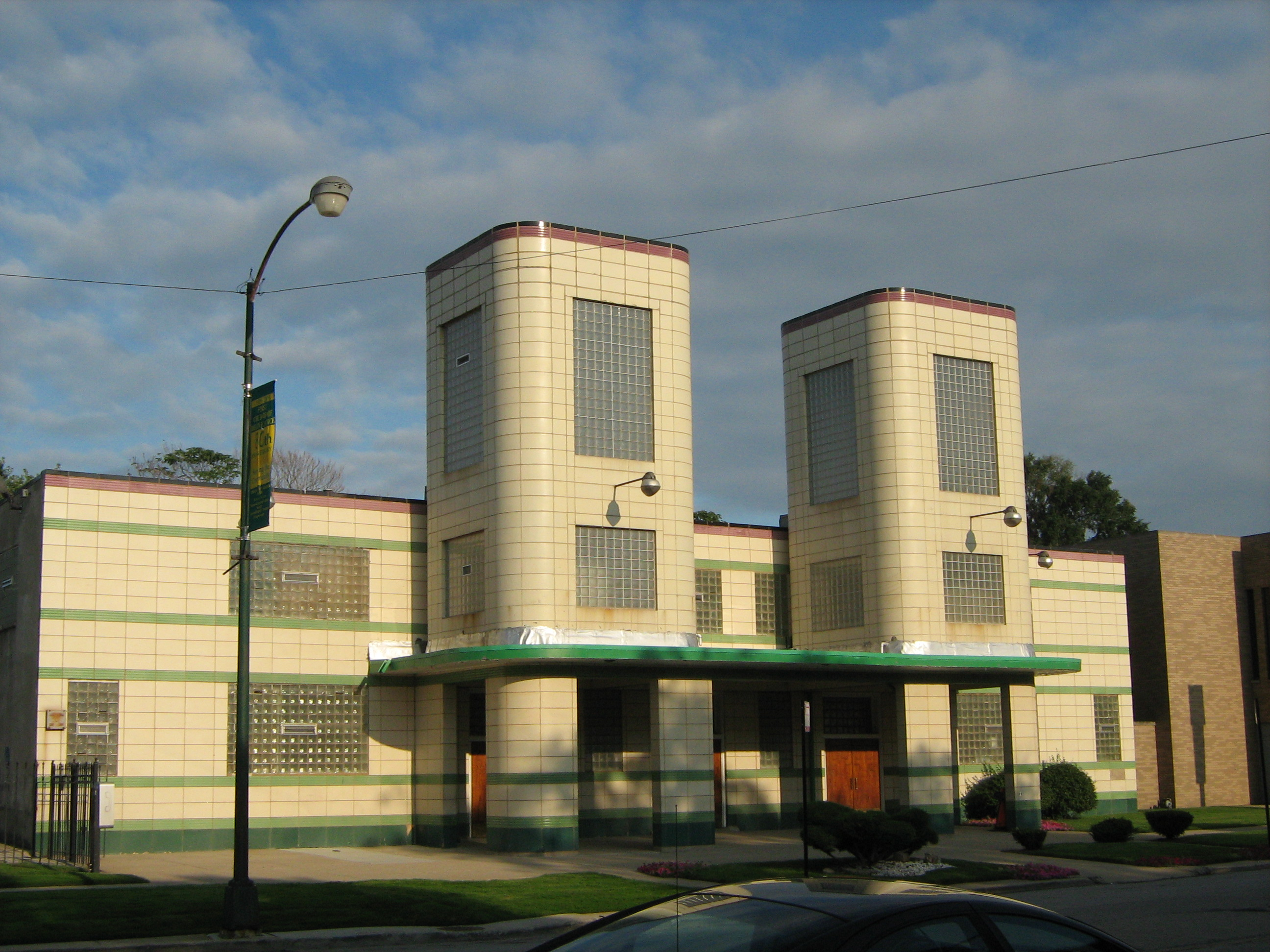
Перша церква визволення[en] архітектора Вальтера Бейлі у стилі стримлайну, Чикаго (1939)
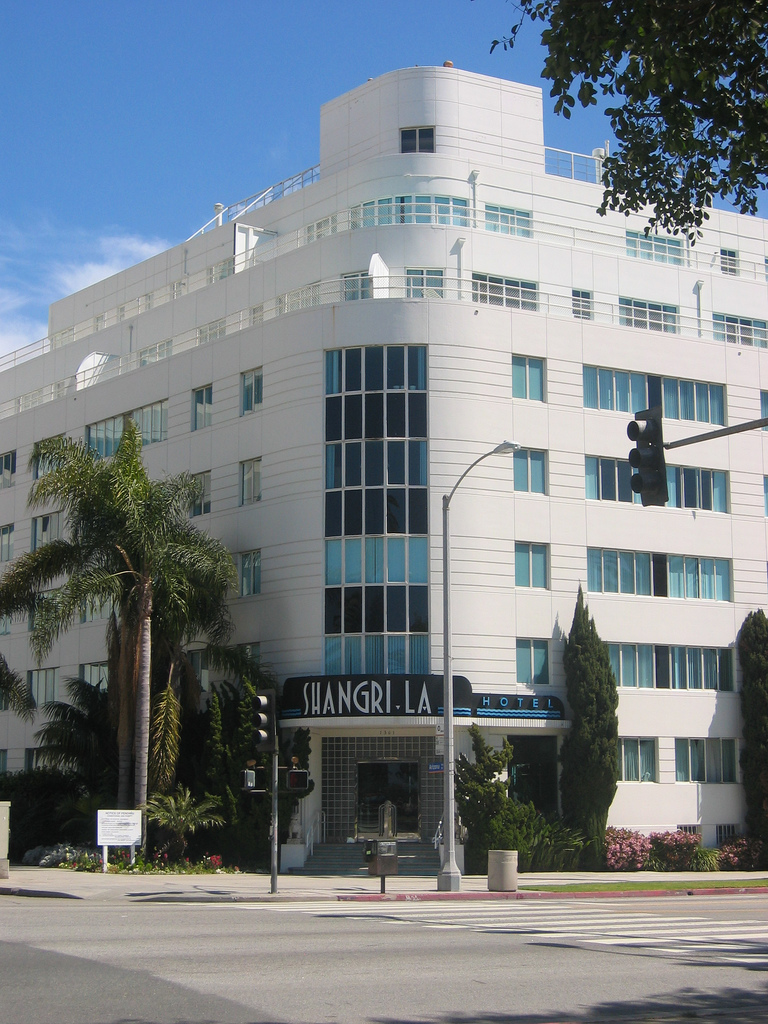
Готель «Shangri-La», Санта-Моніка, Каліфорнія (1939)

### «Заокруглений стиль» в інших країнах
1934 року архітектори Шломо Лясковський та Яков Оренштейн під впливом наріжних конструкцій, розроблених Еріхом Мендельсоном, спроєктували «Будинок Поліщука» на території Білого Міста в Тель-Авіві.
1937 року в Лондоні ввели в експлуатацію станцію метро «Іст Фінчлі» Північної лінії.
У 1939 році у стилі стримлайну за проєктом Овена Вільямса зведена будівля «Дейлі Ікспрес» у Манчестері.

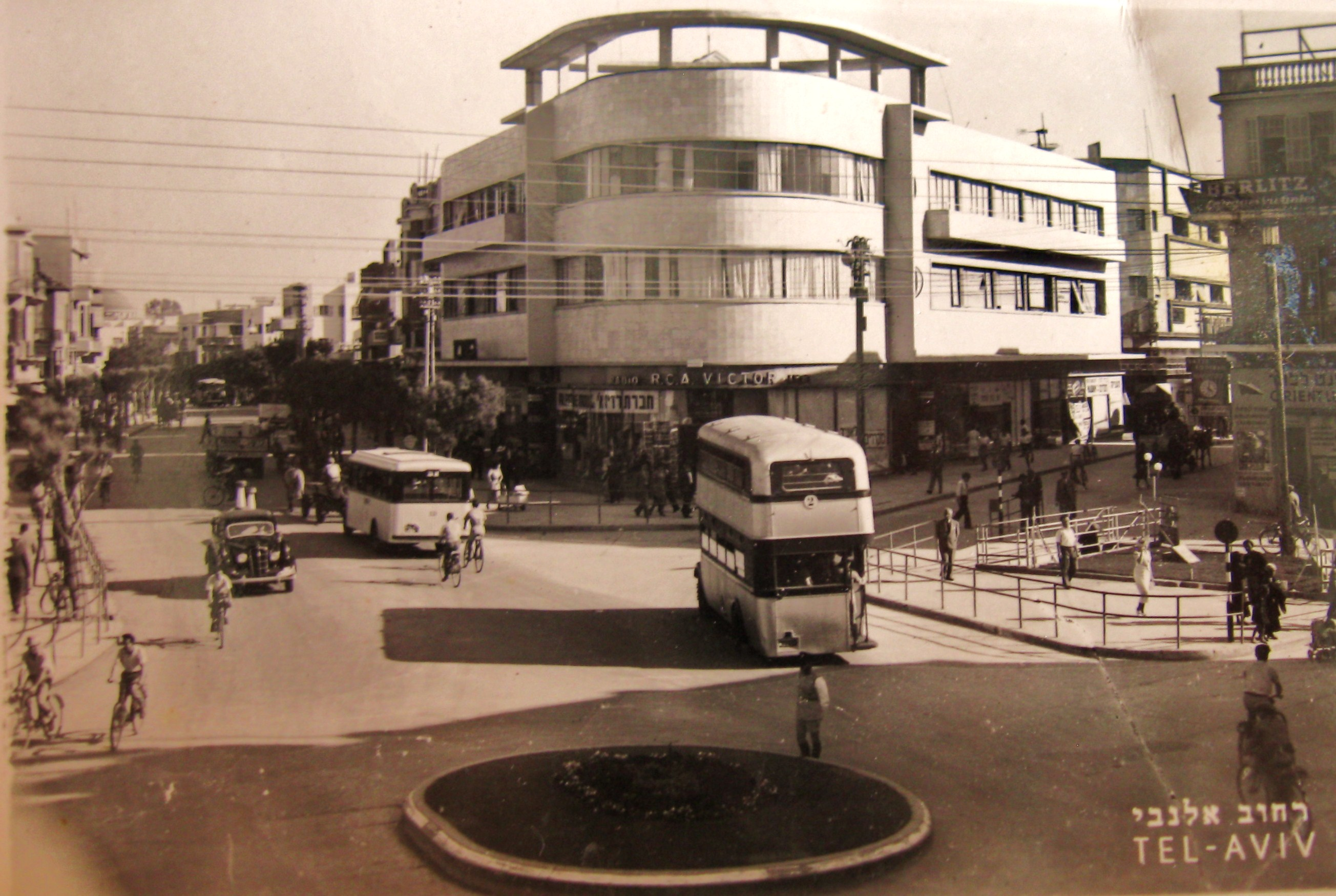
Будинок Поліщука архітекторів Шломо Лясковського та Якова Орнштейна, Тель-Авів (1934)
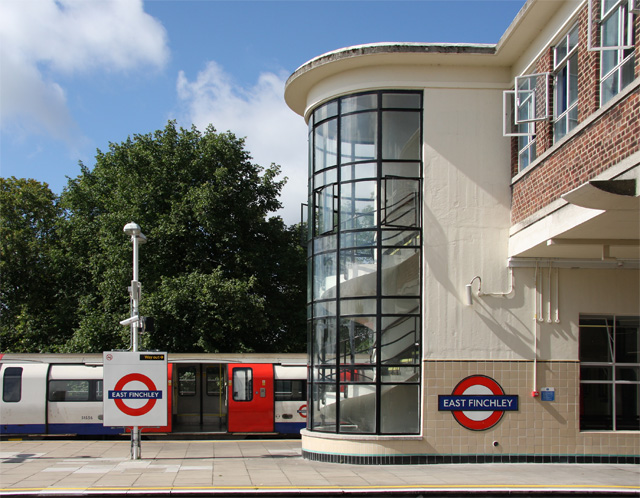
Станція метро «East Finchley», Лондон (1937)
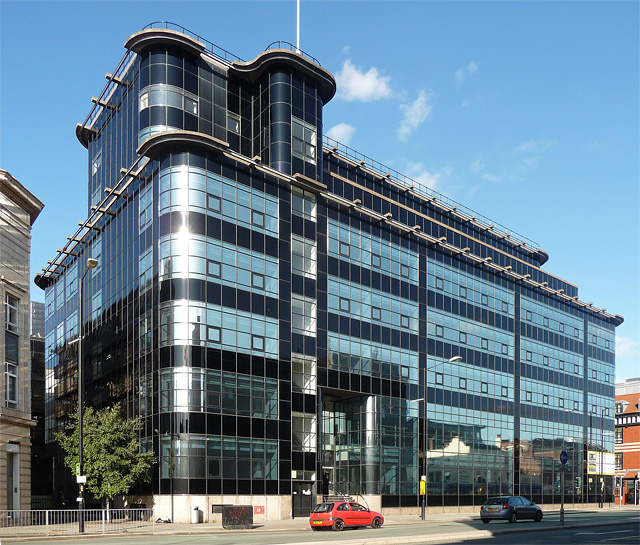
Будівля «Daily Express», Манчестер, Велика Британія (1939)

## Стиль «paquebot»
У Франції стиль називався «Paquebot», тобто стиль океанського лайнера. Французька версія виникла під впливом дизайну океанського лайнера «Нормандія» (1935), в якому було оформлено їдальню в стилі ар-деко з кришталевими колонами Рене Лаліка. Будинки, що використовують варіанти стилю, з'явилися в Бельгії та Парижі. До них належить кам'яниця № 3 П'єро Пату на бульварі Віктора у 15-му окрузі. Архітектор, одним із засновників стилю ар-деко, був дизайнером інтер'єрів трьох океанських лайнерів, «Іль-де-Франс» (1926), «Л'Атлантік» (1930) та «Нормандія» (1935).

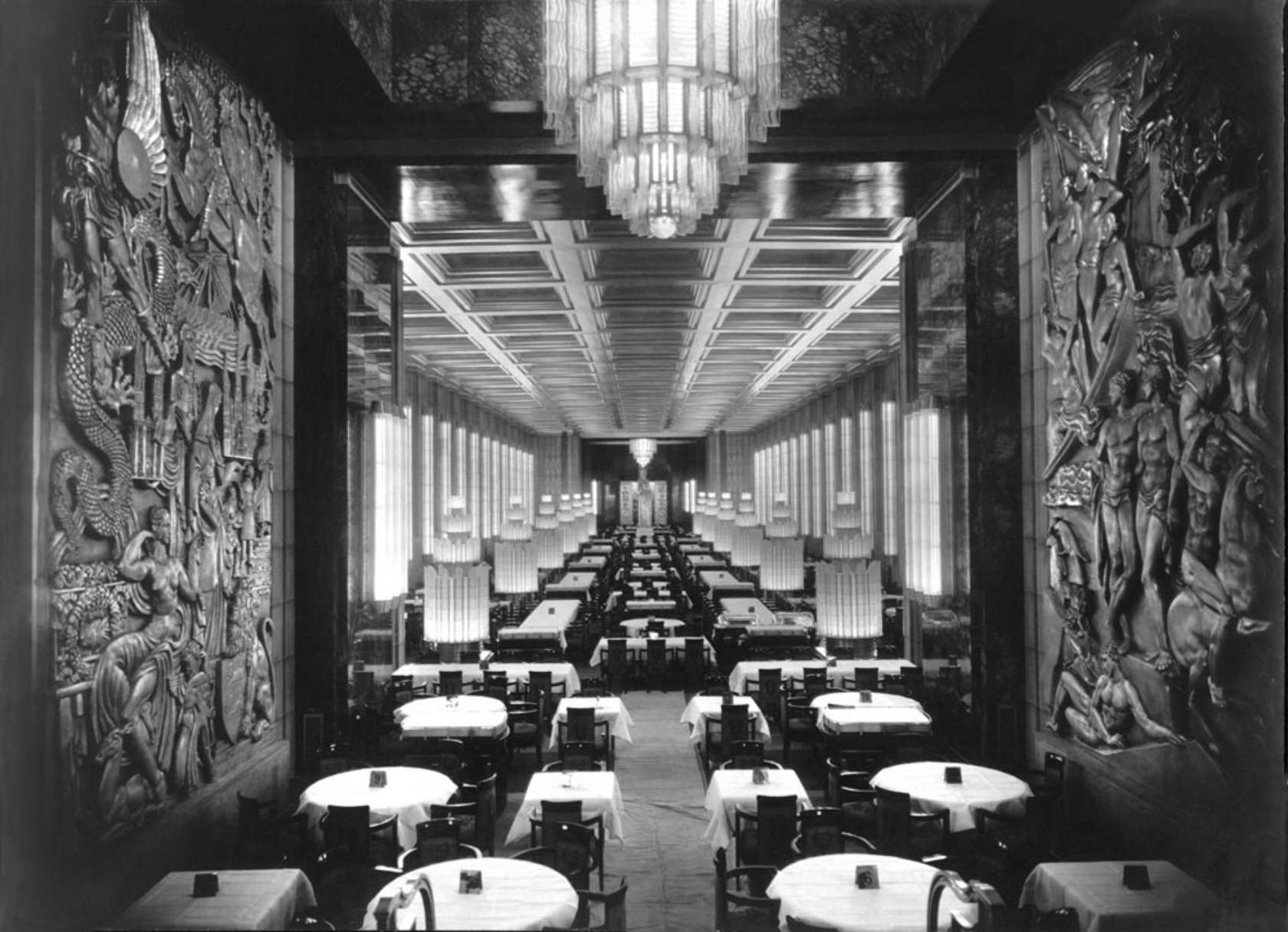
Головна їдальня океанічного лайнера «Нормандія» П'єра Пату (1935)
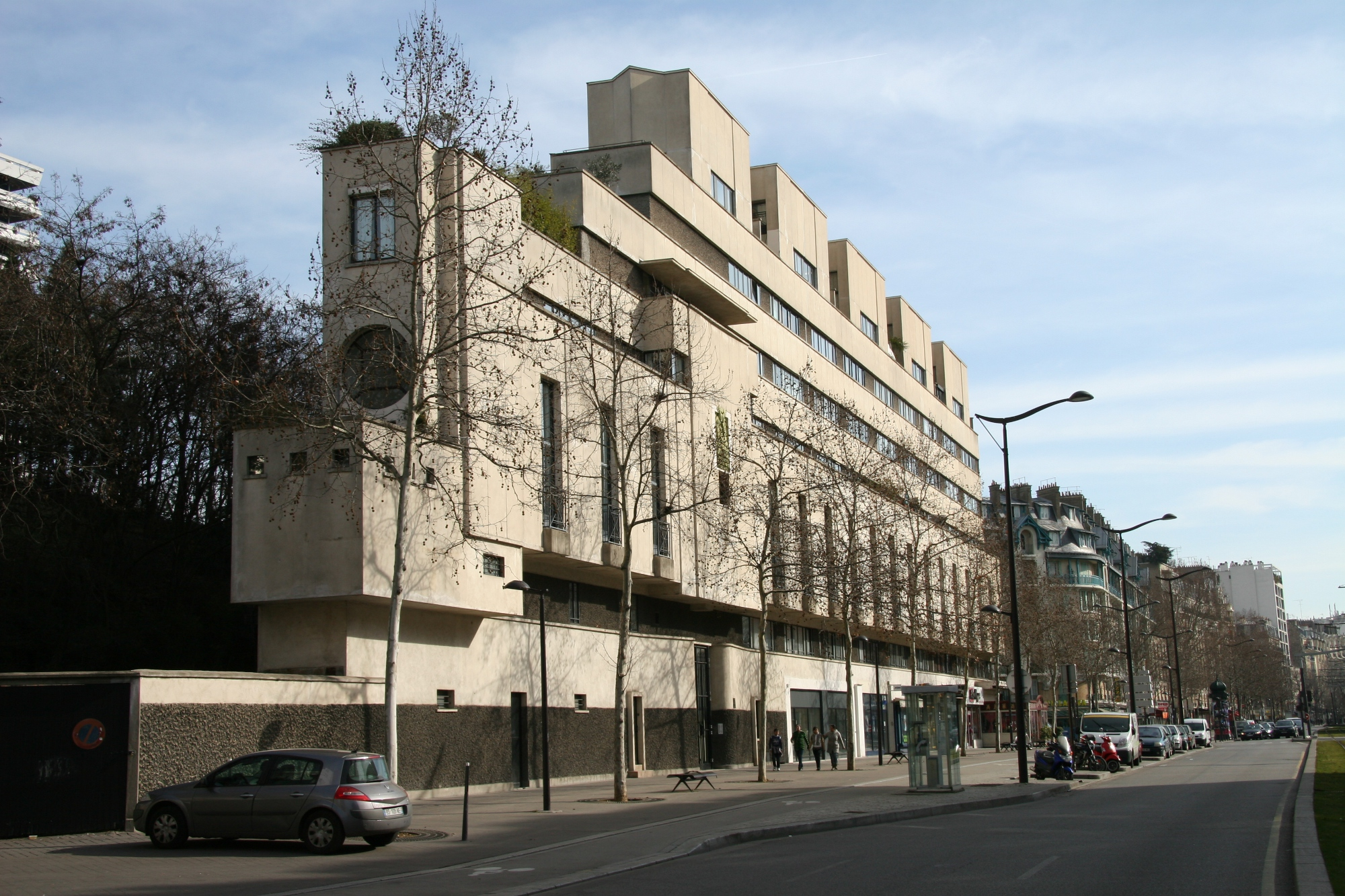
Будівля Paquebot П'єра Пату на бульварі Віктора 3, 15-й округ, Париж (1935)
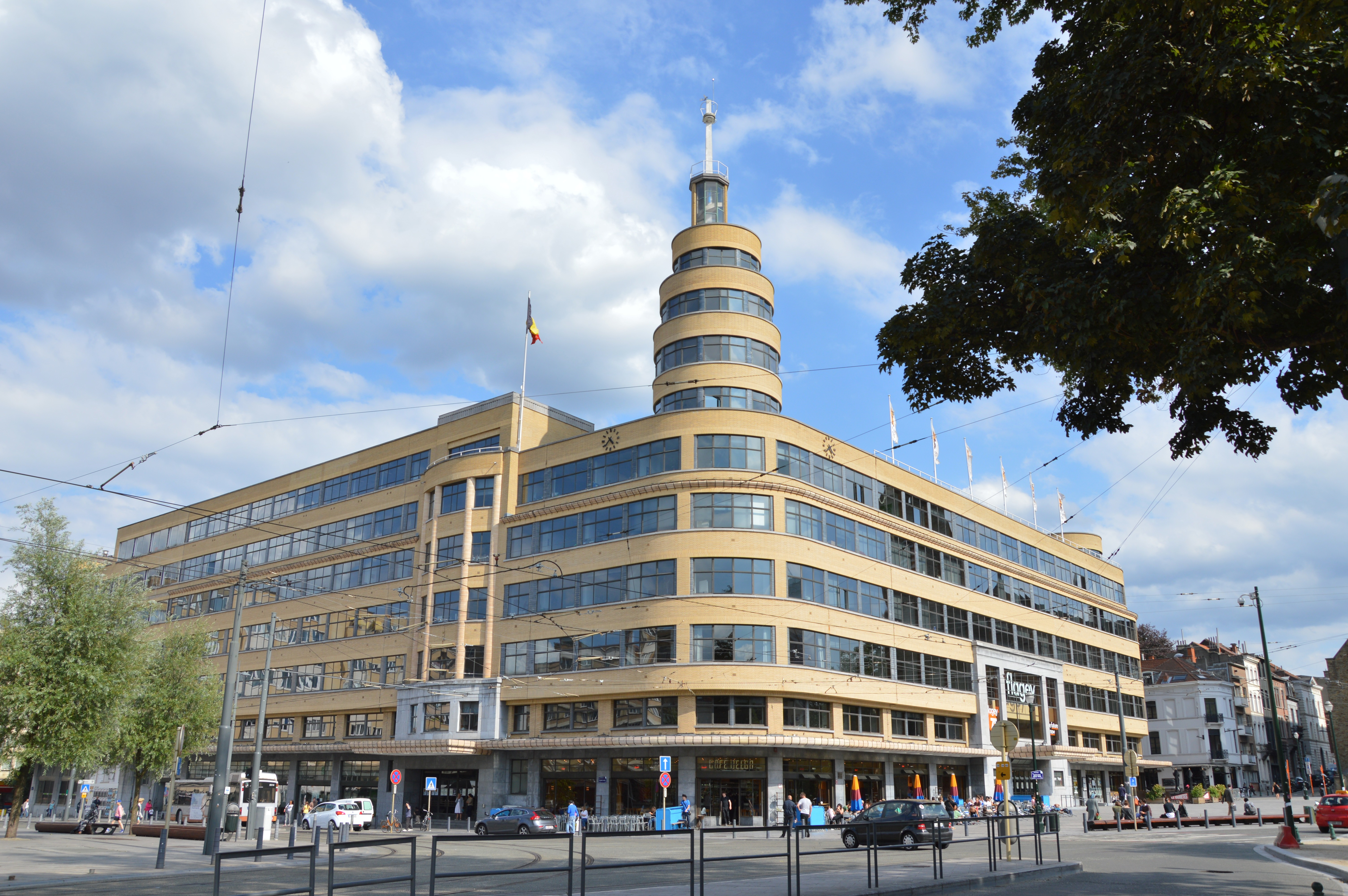
Будинок радіо[en] (Будинок Фляже) в Ікселі (Бельгія), 1938

## Автомобілі
Визначальною подією для розвитку стримлайну в Сполучених Штатах стала Всесвітня виставка в Чикаго в 1933—1934 роках, яка представила цей стиль широкій публіці. Нові автомобілі адаптували плавні лінії океанських лайнерів та дирижаблів, створюючи враження ефективності, динамічності та швидкості. Решітки радіатора та лобове скло відхилялися назад. Автівки сиділи нижче та ширше. Вони мали плавні криві та горизонтальні лінії швидкості. Приклади включають в себе «Крайслер Ейрфлоу» 1934 року і «Студебейкер Ланд Крузер» 1934 року. В автомобілях використовувались також нові матеріали, зокрема бакелітова пластика, вогнетривка пластмаса, непрозоре скло, неіржавна сталь, емаль, що додавало продуктові новизну і гладкість.

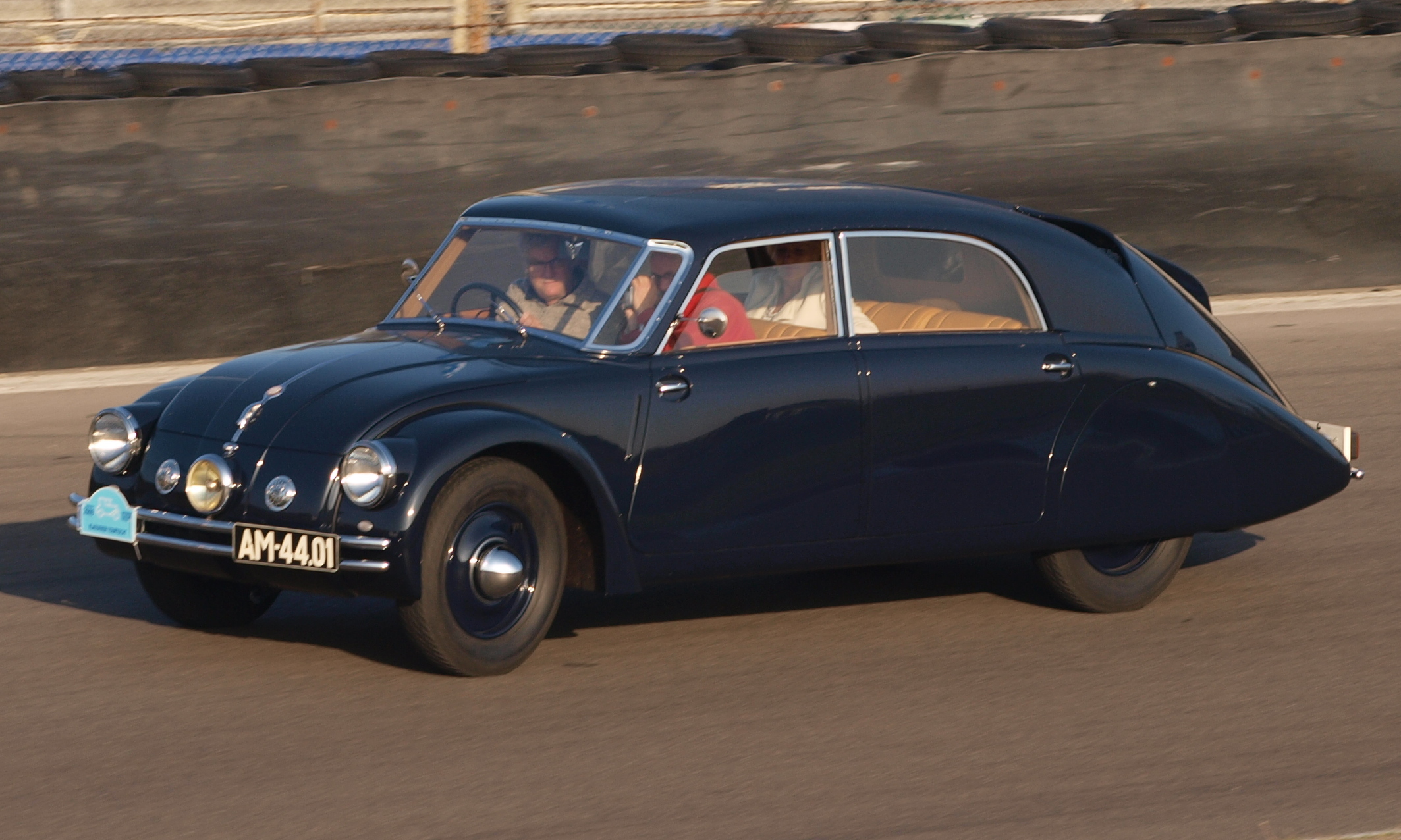
Tatra 77, перший серійно виготовлений аеродинамічно сконструйований автомобіль
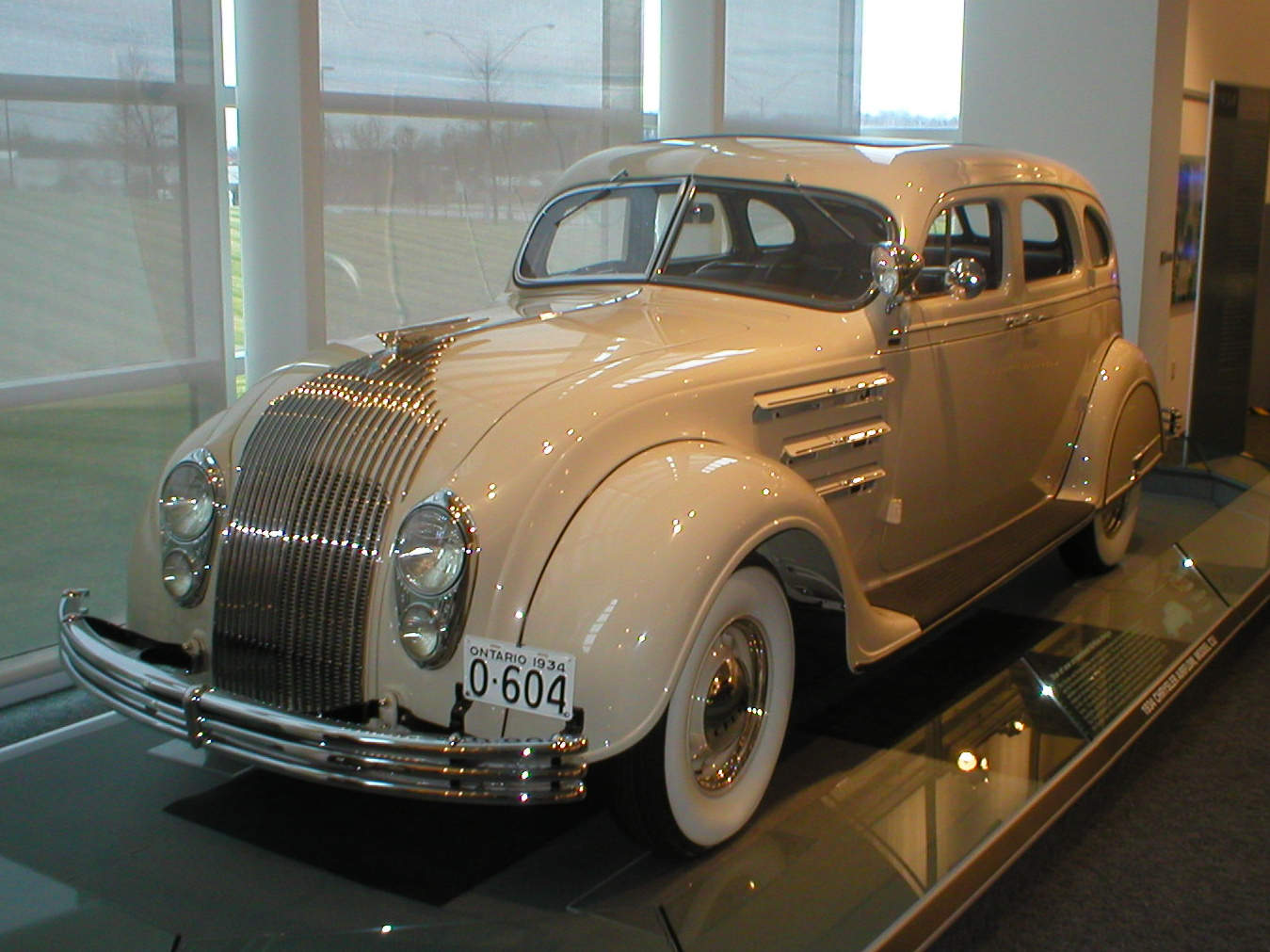
«Крайслер Ейрфлоу» (1934)
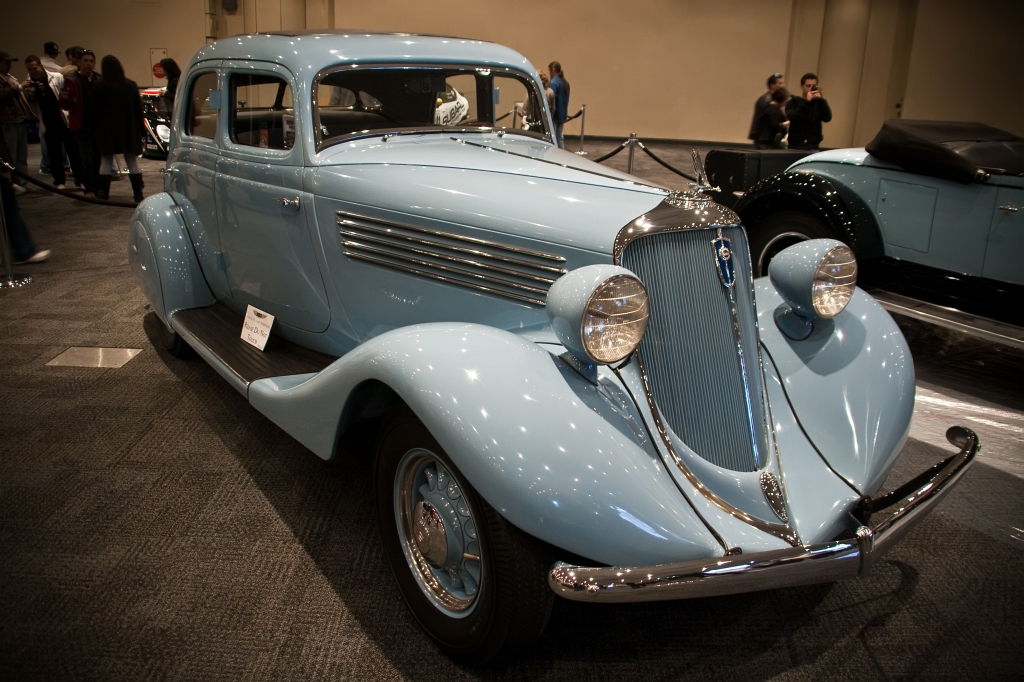
«Студебейкер Ланд Крузер» (1934)
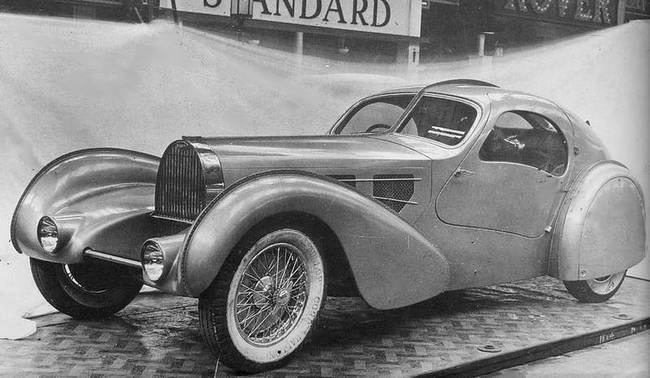
«Bugatti Aérolithe» (1936)
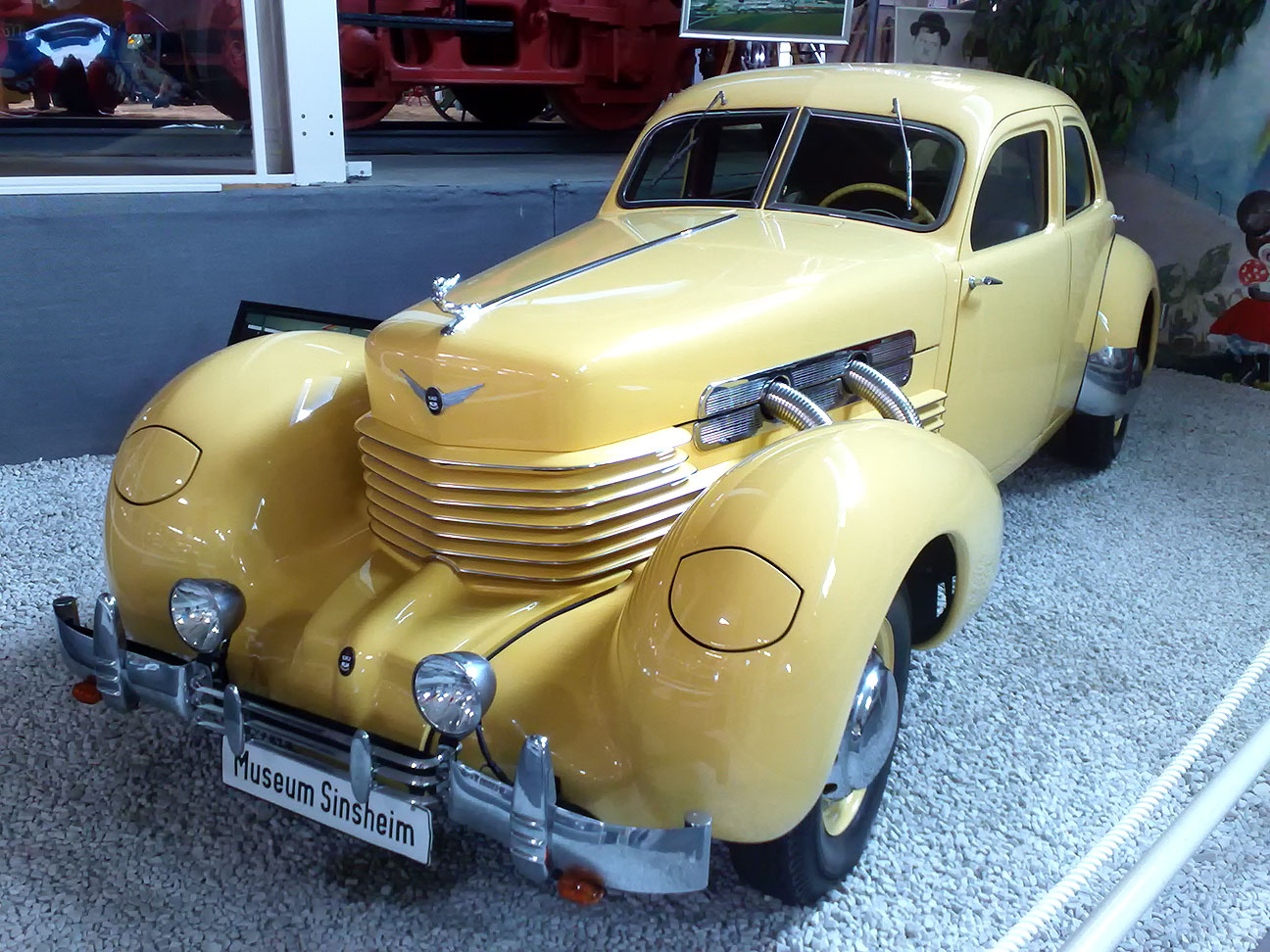
«Cord» (1937)
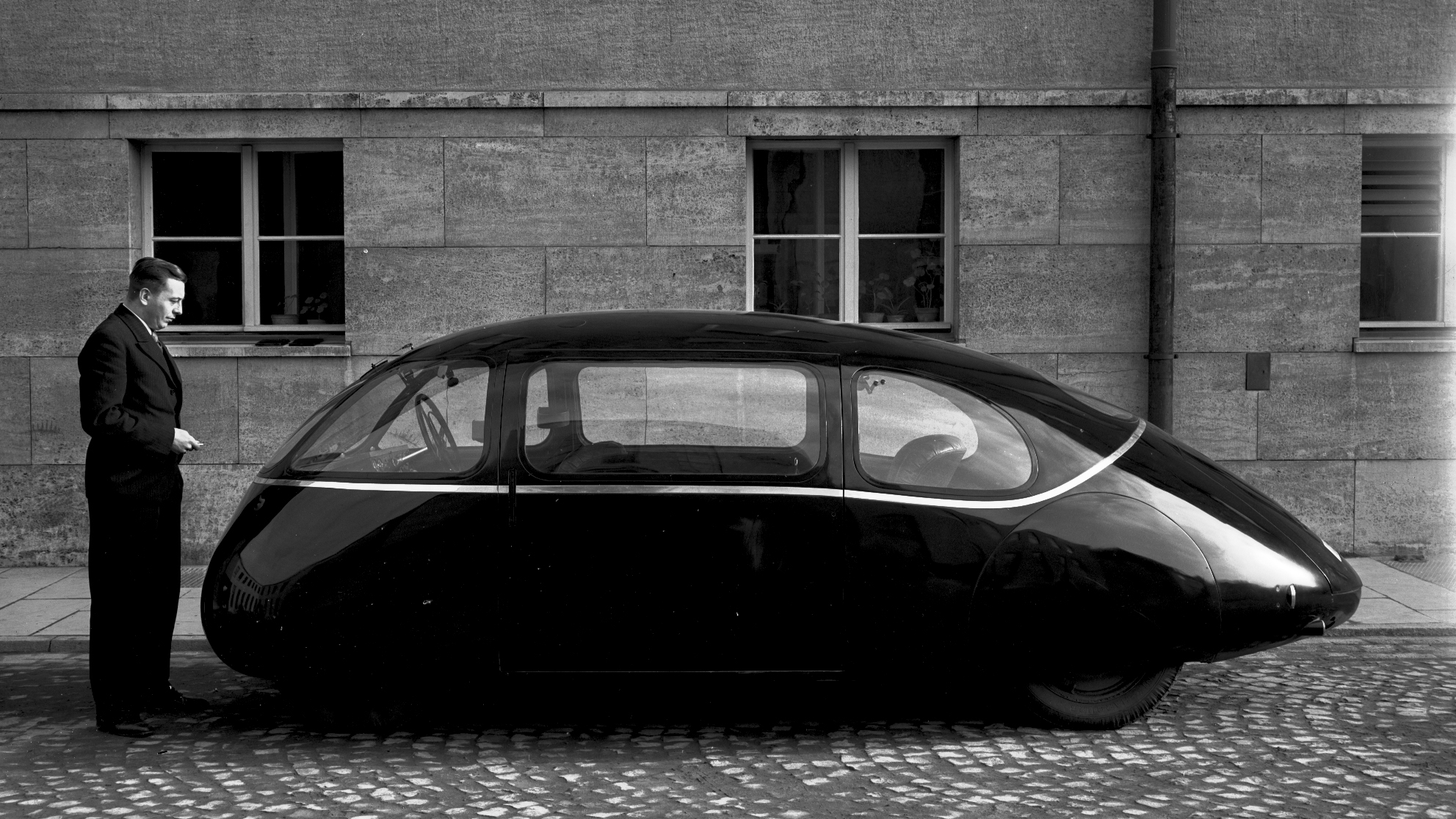
«Schlörwagen» (1939)
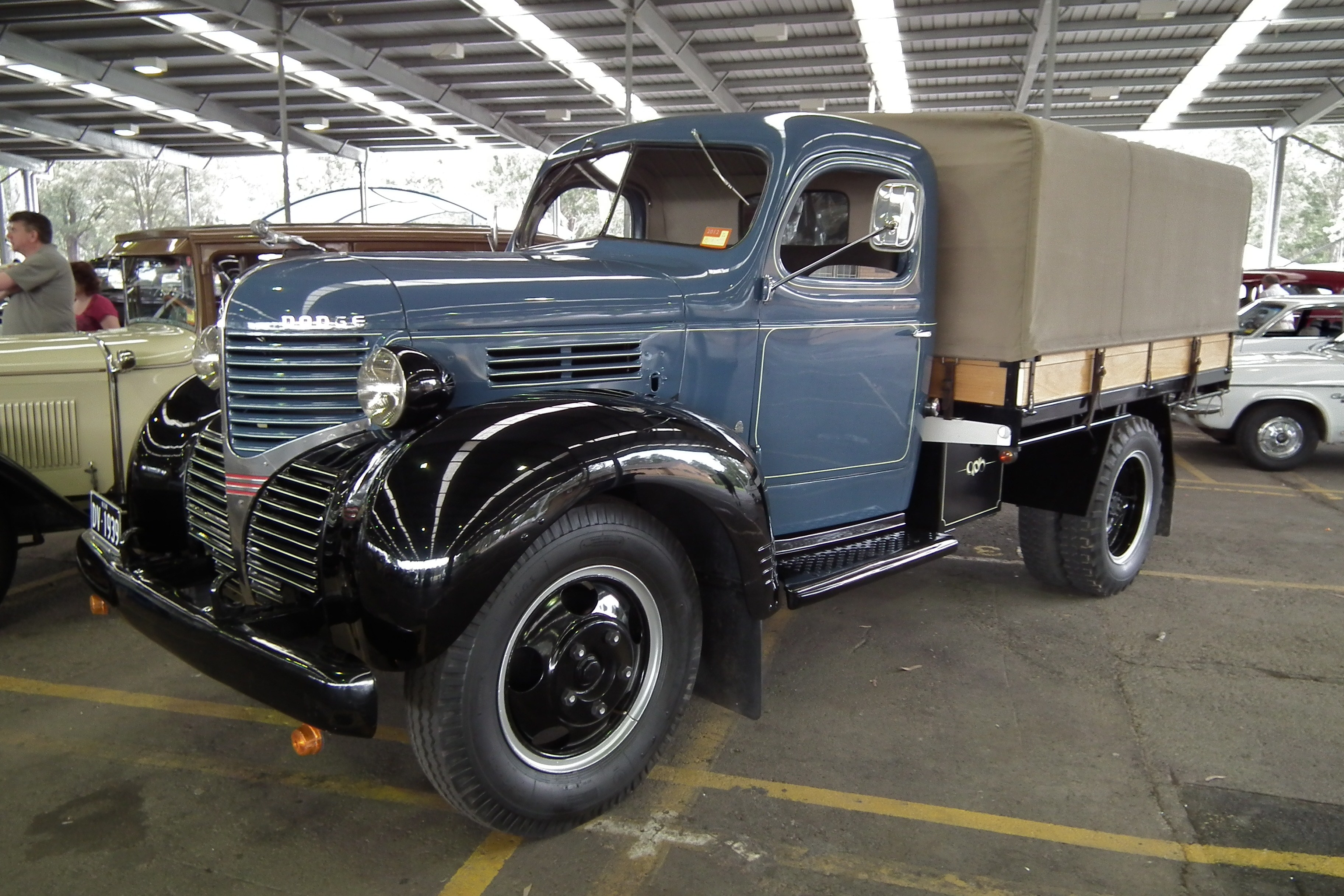
Вантажівка «Job Rated»
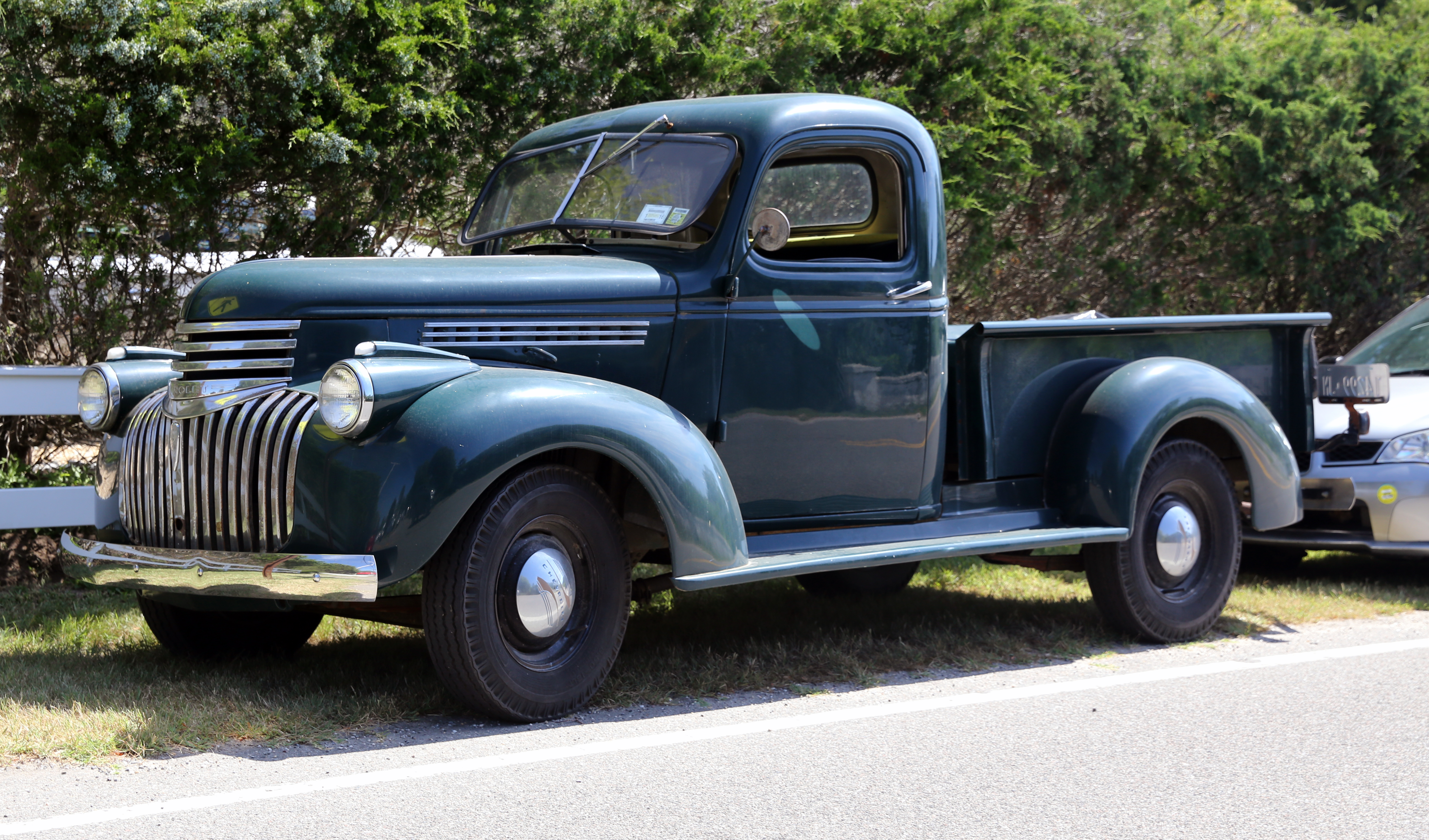
Пікап «Шевроле» (1946)

## Дизайн транспортних засобів
«Заокруглений стиль» широко використовували в проєктуванні літаків, залізничних локомотивів, кораблів.

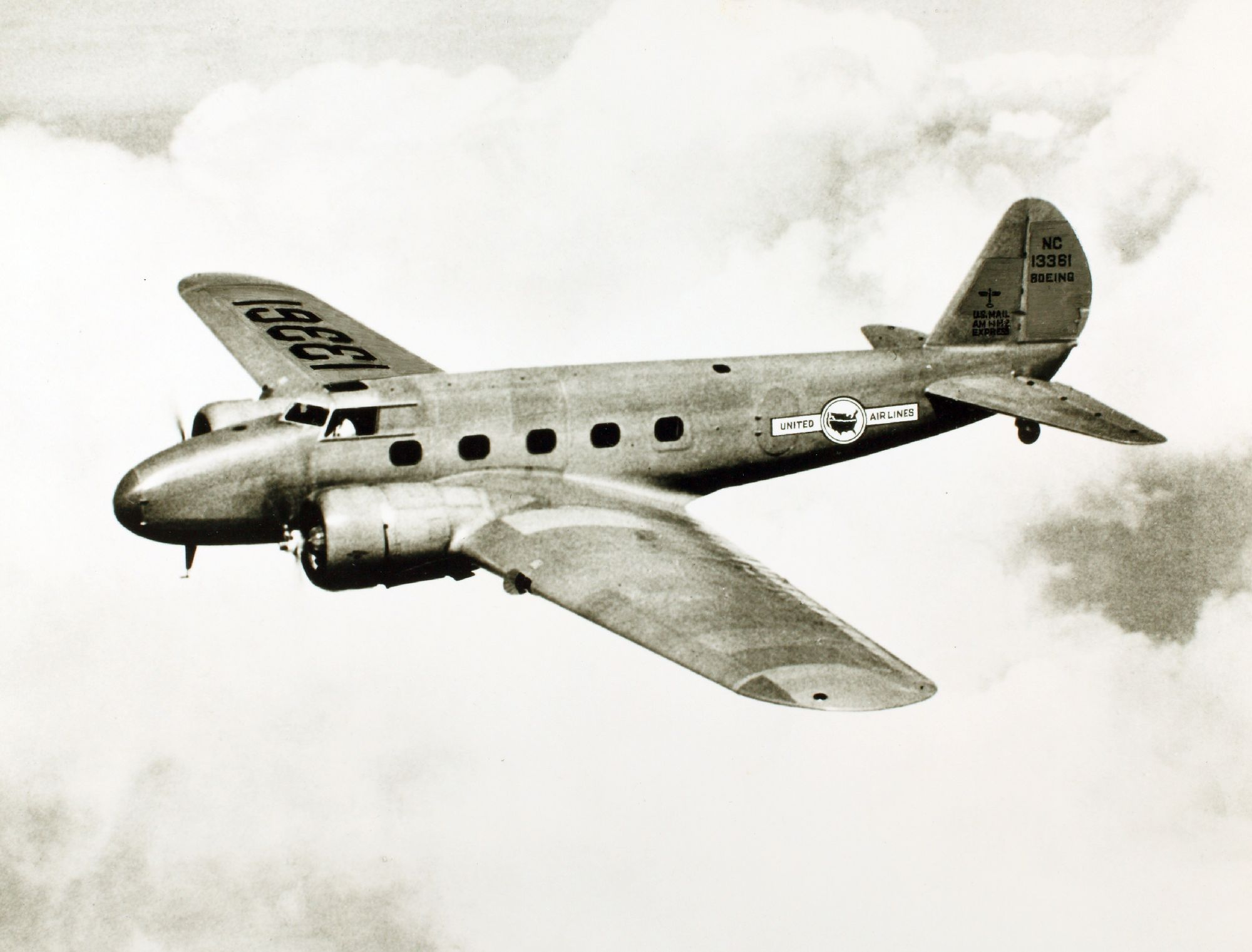
Авіалайнер Boeing 247 (1933)
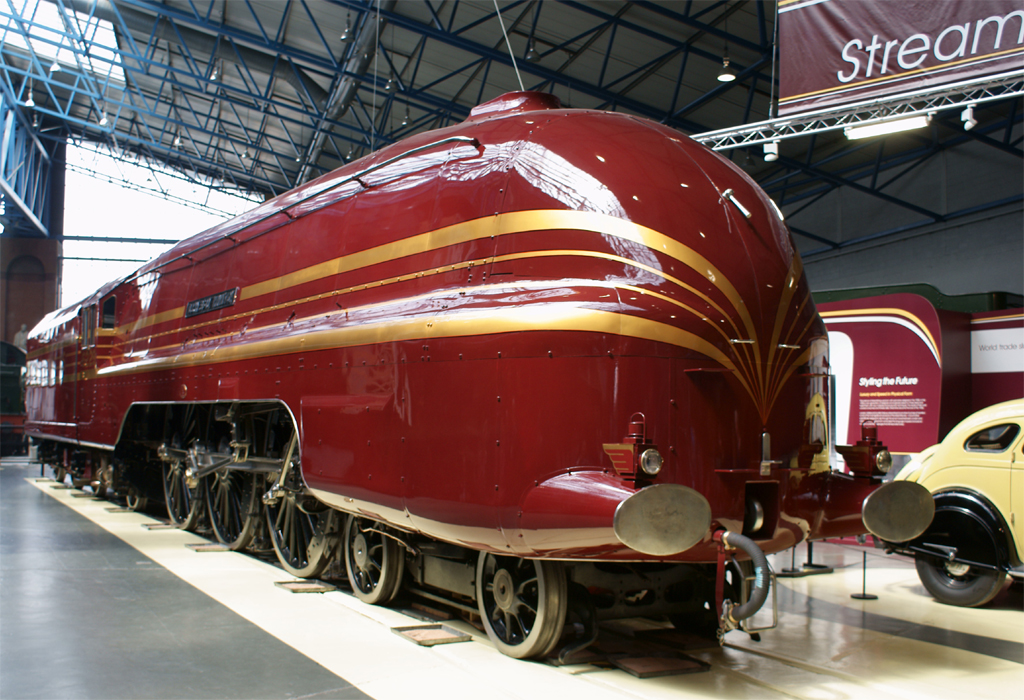
Локомотив «Duchess of Hamilton» (1939)
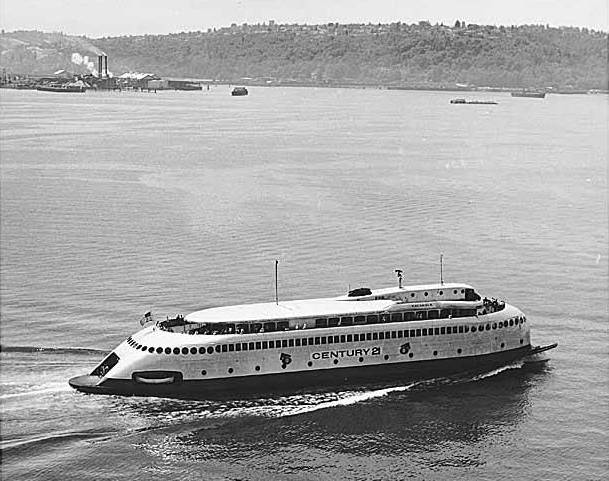
Пором «Kalakala» (1935)
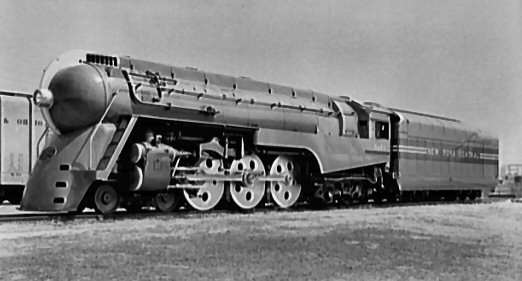
Паротяг Нью-Йоркської залізниці (1938)

## Дизайн споживацьких товарів
Стримлайн може бути протиставлений функціоналізму, який був провідним дизайнерським стилем в Європі у той час. Однією з причин простого дизайну функціоналізму було зниження виробничих витрат на виготовлення товарів, роблячи їх доступними для європейського робочого класу. Модернізація та функціоналізм представляють дві різні школи модерністського промислового дизайну.

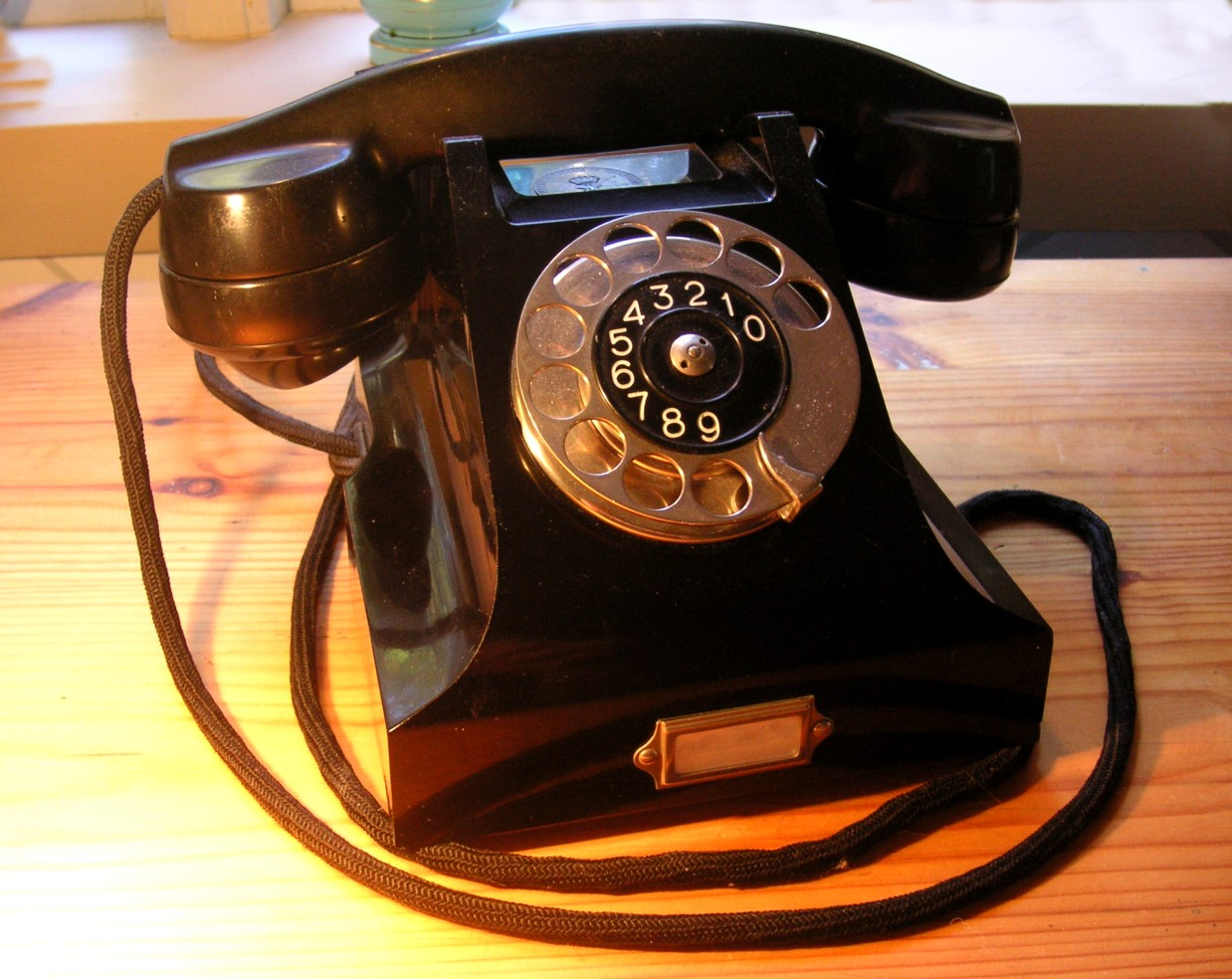
Перший бакелітовий телефон (1931)
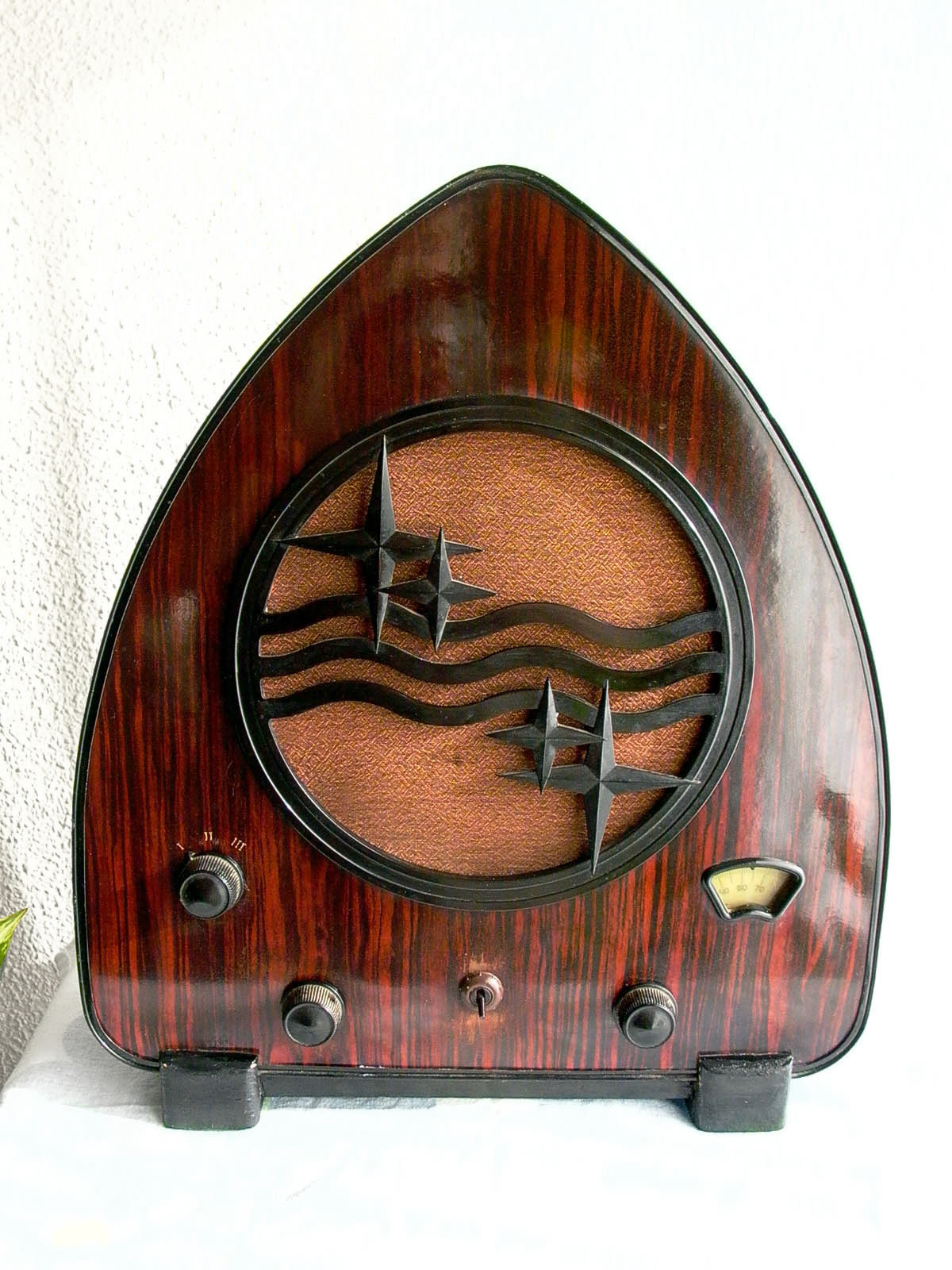
Радіоприймач «Philips Art Deco» (1931)
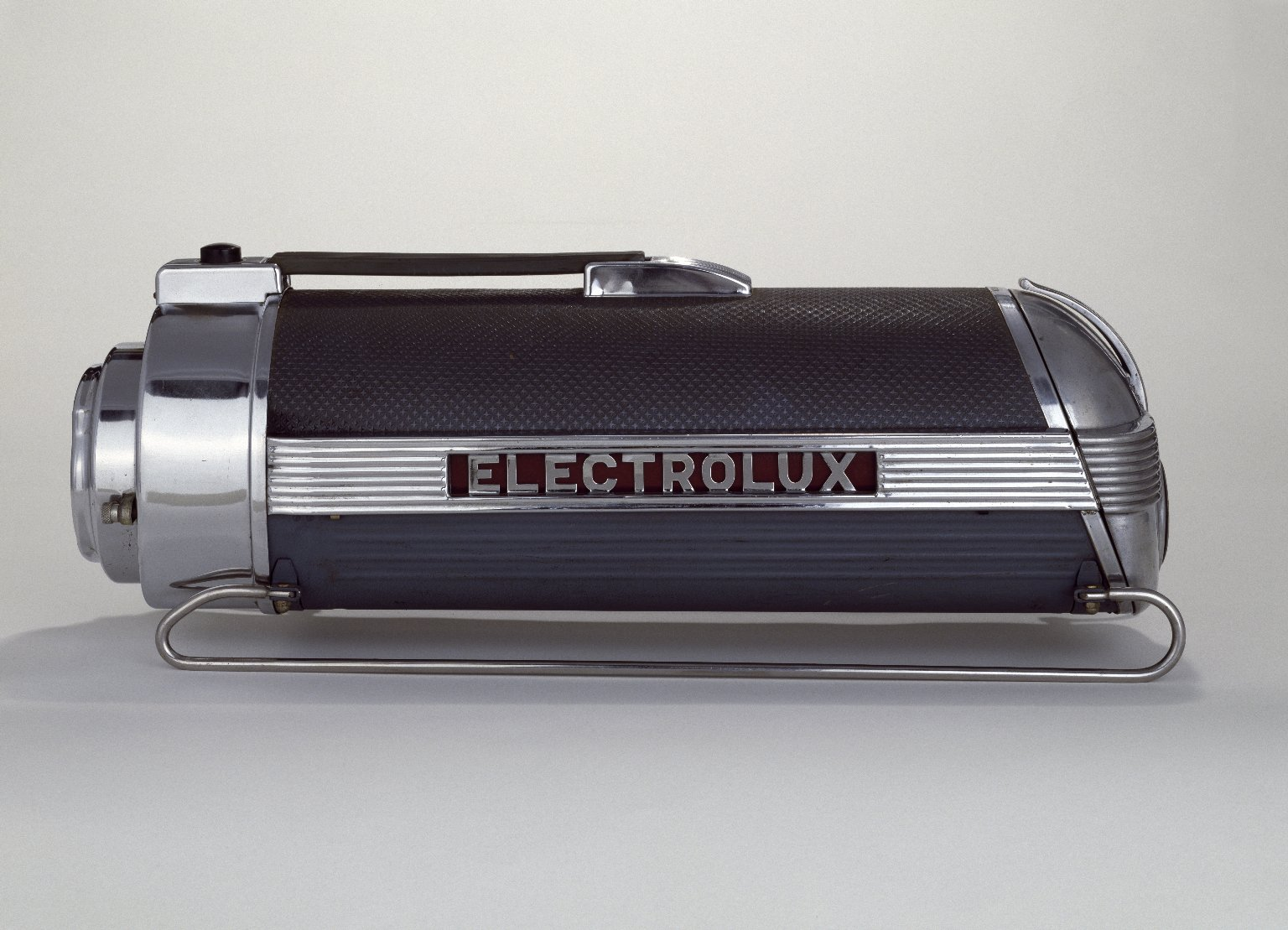
Пилосос Electrolux (1937)
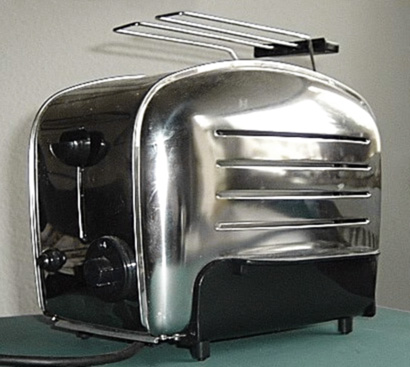
Тостер
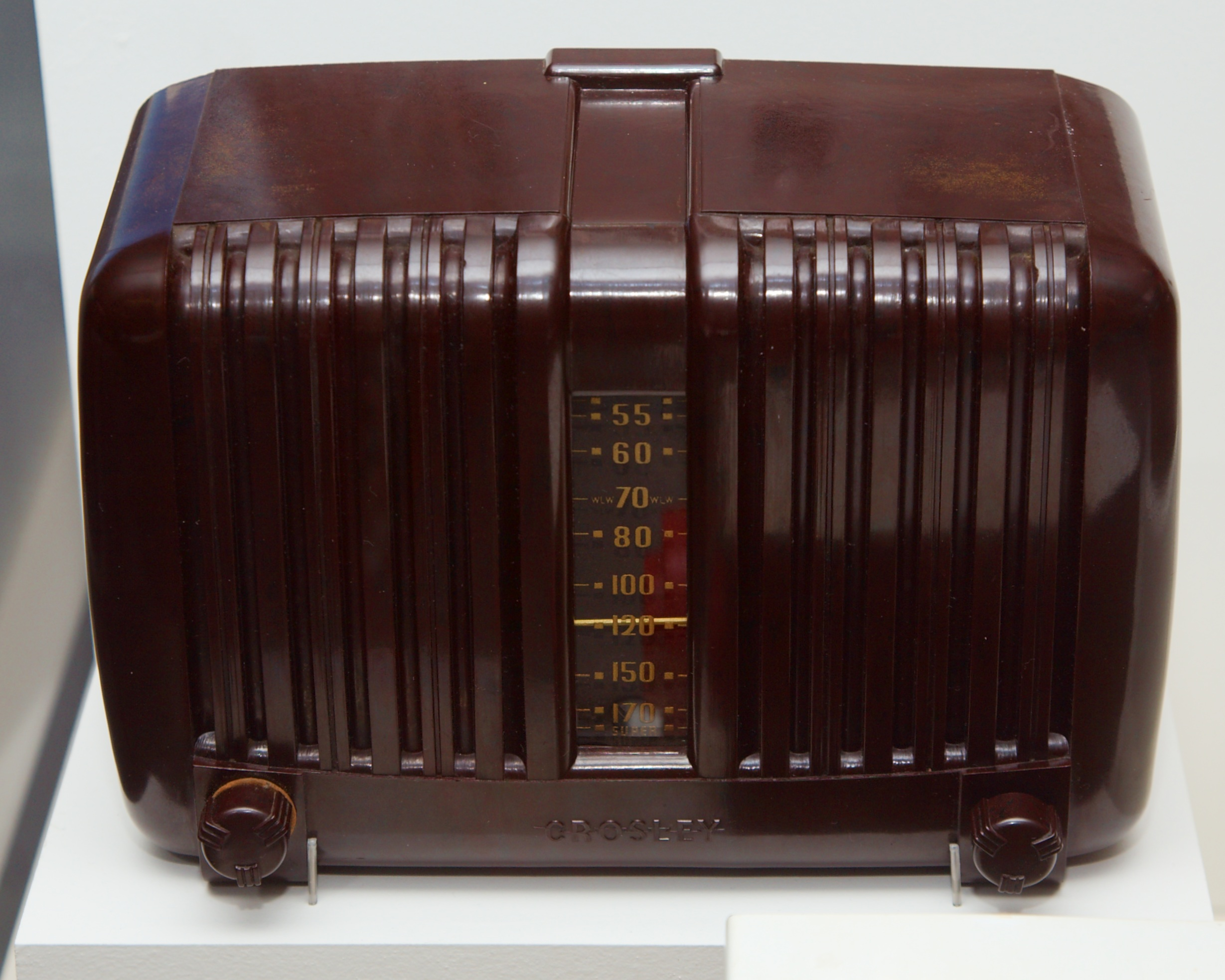
Бакелітове радіо (1952)